# 深雪 (駆逐艦)
深雪（みゆき）は大日本帝国海軍の駆逐艦。

## 概要
一等駆逐艦「深雪」は吹雪型駆逐艦の4番艦。
吹雪級の1隻。
当初の艦名は第38号駆逐艦。
浦賀船渠で1927年（昭和2年）4月30日に起工、1928年（昭和3年）6月26日に進水、1929年（昭和4年）6月29日に竣工。竣工と共に第11駆逐隊に編入され、同駆逐隊は雪級4隻（吹雪、白雪、初雪、深雪）を揃えた。
1934年（昭和9年）6月29日、第11駆逐隊（深雪、白雪、初雪）は第二水雷戦隊に所属して済州島沖合で行われた連合艦隊の演習に参加、本艦は駆逐艦「電」（第6駆逐隊）と衝突する。
艦首部（艦橋より前部）を喪失した。「深雪」の艦体後部は軽巡「那珂」（第二水雷戦隊旗艦）に曳航されて佐世保港へ帰投中、浸水により沈没した。浮いていた深雪前部も、間もなく沈没した。

## 艦歴

### 建造経緯
1927年（昭和2年）4月26日、日本海軍は建造予定の駆逐艦4隻を、それぞれ第三十六号駆逐艦（横浜船渠。後の白雪）、第三十八号駆逐艦（後の深雪）、第三十九号駆逐艦（藤永田造船所。後の叢雲）、第四十四号駆逐艦（佐世保海軍工廠。後の浦波）と命名する。
第三十八号駆逐艦は、同年4月30日に浦賀船渠で起工。
1928年（昭和3年）6月26日午前11時30分、第三十八号駆逐艦は無事進水。
8月1日附で第三十八号駆逐艦は深雪と改称。
12月10日、日本海軍は加藤仁太郎中佐（当時、駆逐艦如月艦長）を、深雪艤装員長に任命する。
1929年（昭和4年）2月12日午後、東京湾で試運転中に伊号第二十四潜水艦と衝突、スクリューに損傷を受けて4月30日の竣工予定を延期した。
6月29日に竣工。呉鎮守府籍。同日付で深雪艤装員事務所は撤去された。加藤艤装員長も、正式に深雪駆逐艦長（初代）となった。

### 竣工後
深雪竣工後、吹雪型駆逐艦4隻（吹雪、白雪、初雪、深雪）は呉鎮守府所属の第11駆逐隊を編成する。
第二艦隊、第二水雷戦隊に所属した。
第11駆逐隊編入から間もない1929年（昭和4年）8月2日午後9時、山口県油谷湾で第12駆逐隊の射撃訓練に協力中の「深雪」（曳的艦）は、流れ弾2発が命中して小破。負傷者4名。舞鶴要港部工作部で修理を実施した。
11月1日、第11駆逐隊司令駆逐艦が「初雪」から「深雪」に変更された。
1930年（昭和5年）11月20日、加藤（深雪駆逐艦長）は第28駆逐隊司令に補職され、安富芳介中佐（当時、駆逐艦浜風艦長）が後任の深雪駆逐艦長となる。
12月1日、第11駆逐隊司令として南雲忠一大佐（当時、軽巡那珂艦長）が任命される。
1931年（昭和6年）10月10日、南雲大佐（第11駆逐隊司令）は軍令部参謀へ転任、後任の第11駆逐隊司令は小沢治三郎大佐となる。同月、深雪は呉工廠で缶用乙型1号噴燃器の換装等の工事に着手。12月1日、第二予備艦となった。
同日付で安富（深雪艦長）は姉妹艦朝霧駆逐艦長に任命される。同時に姉妹艦初雪艦長河原金之輔中佐も、綾波駆逐艦長へ転任。海軍は、直塚八郎中佐（当時、特務艦室戸運用長）に、深雪・初雪駆逐艦長兼務を命じた。
また小沢大佐（第11駆逐隊司令）は海軍大学校教官を命じられて退任、後任の第11駆逐隊司令は第28駆逐隊司令加藤仁太郎大佐（深雪の初代駆逐艦長）となる。
さらに艦隊の再編により吹雪型3隻（東雲、吹雪、磯波）で第20駆逐隊が編成され、第11駆逐隊は3隻となった。
1932年（昭和7年）1月11日、直塚中佐（深雪艦長兼初雪艦長）は大湊防備隊副長へ転任。天津風型駆逐艦2隻（天津風、浜風）艦長を兼務していた金桝義夫中佐が、新たな深雪・初雪駆逐艦長となる。
5月16日付で金桝（深雪・初雪）艦長は吹雪型姉妹艦天霧駆逐艦長に補職される。中原達平中佐が、吹雪型3隻（深雪、初雪、白雪）艦長を兼務することになった。
7月1日、山口次平中佐が初雪駆逐艦長に補職される。これにともない、中原中佐の艦長兼務は2隻（深雪、白雪）となった。
7月8日、工事を完了。
12月1日、第二水雷戦隊に復帰。
同日付で、中原（深雪、白雪）艦長は姉妹艦敷波艦長へ転任。大藤正直中佐（当時、姉妹艦吹雪艦長）が、深雪駆逐艦長に補職される。金桝義夫中佐（天霧艦長）は白雪駆逐艦長に補職された。また第11駆逐隊司令も、加藤仁太郎大佐（深雪初代艦長）から後藤英次大佐に交代する。
1933年（昭和8年）11月15日、第11駆逐隊司令後藤英次大佐は軽巡「那珂」艦長に補職。後任の11駆司令は、第20駆逐隊司令と姉妹艦磯波駆逐艦長を兼務していた横山茂大佐となる。

当時の第二艦隊司令部は、司令長官高橋三吉中将、参謀長有地十五郎少将、首席参謀大西新蔵中佐等だった。高橋中将と有馬少将はうま年の同年齢であり、美保関事件を思い出して冗談にしたという

### 沈没
1934年（昭和9年）当事の第11駆逐隊は、引続き吹雪型3隻（深雪、初雪、白雪）で編成されていた。

同年4月7日から6月15日まで、「深雪」は呉海軍工廠で入渠整備を実施した。
6月下旬、連合艦隊は済州島南方沖で演習を実施する。
6月28日、第二艦隊司令長官高橋三吉中将は重巡「鳥海」に将旗を掲げており、その指揮下にある第二水雷戦隊（司令官阿武清少将：旗艦那珂、第6駆逐隊〈電、雷、響〉、第10駆逐隊〈暁、狭霧、漣〉、第11駆逐隊〈深雪、白雪、初雪〉、第12駆逐隊〈白雲、叢雲、薄雲〉）、第四戦隊の重巡「鳥海」と「摩耶」、第六戦隊（青葉、古鷹、衣笠）、第二潜水戦隊（軽巡由良、潜水母艦迅鯨、潜水艦部隊）、第一戦隊（扶桑、日向）、および龍驤航空部隊で乙軍を編成していた。
これに対し、連合艦隊司令長官末次信正中将は戦艦「金剛」に将旗を掲げ、その指揮下に戦艦2隻（金剛、霧島）、第四戦隊の重巡「高雄」と「愛宕」、第七戦隊（長良、五十鈴、名取）、第一水雷戦隊（旗艦「川内」、第30駆逐隊〈睦月、卯月、弥生、如月〉、第5駆逐隊〈松風、春風、旗風、朝風〉、第23駆逐隊〈菊月、夕月、望月、三日月〉、第29駆逐隊〈疾風、追風、朝凪、夕凪〉）、第一航空戦隊（空母赤城、第2駆逐隊〈澤風、沖風〉）、第一潜水戦隊、補給部隊（鳴戸、間宮）等も甲軍を編成。
甲軍（第一艦隊基幹）、乙軍（第二艦隊基幹）はそれぞれ佐世保を出撃した。
6月29日午後1時、第四回連合艦隊基本演習（第一水雷戦隊、第二水雷戦隊の昼間襲撃）がはじまる。午後5時頃より本格的な交戦がはじまるが、狭隘海面に多数の艦艇がひしめき、さらに天候と煙幕のため視界は極めて悪かった（約10-12km）。濃霧のため、空母赤城の艦上機数機が一時行方不明になった程である。鳥海座乗の第二艦隊参謀大西新蔵中佐（当時）は、演習条件（視界狭少、大部隊の襲撃）に多少無理があったが「これ位の無理はこの時に限ったことではなかった」と回想している。
午後6時頃、乙軍の第11駆逐隊（1番艦深雪、2番艦初雪、3番艦白雪）は甲軍（仮想敵）の第四戦隊第2小隊（高雄、愛宕）に対し雷撃を敢行し、続いて煙幕（軽巡洋艦由良展開、もしくは甲軍飛行機隊展開）を転舵で避け、たまたま発見した「衣笠」（乙軍）に続航しようとしていた。
直後、煙幕の中から乙軍の第6駆逐隊（1番艦電、2番艦響、3番艦雷）が出現、回避できず「電」（第6駆逐隊司令駆逐艦）が「深雪」（第11駆逐隊司令駆逐艦）の左舷に衝突する。
「深雪」の船体は艦橋直下の46番ビーム付近で断裂。
後部船体に「那珂」が横付し、那珂乗組員や愛宕乗組員の応援を得て排水を試みたものの浸水が止まらず、第二水雷戦隊司令官阿部清少将（那珂座乗）は深雪乗組員の退去を命じた。
深雪乗組員は「那珂」に移動。軽傷者は戦艦「金剛」（連合艦隊旗艦）に収容された。深雪乗組員総員退去完了後、「那珂」は「深雪」への横付を離す。
午後9時53分、北緯32度51分 東経127度11分 / 北緯32.850度 東経127.183度もしくは北緯32度57分 東経127度14分 / 北緯32.950度 東経127.233度地点で沈没した。
深雪艦首部分は駆逐艦2隻（初雪、叢雲）で曳航を試みたが濃霧の中で見失い、翌日の捜索でも発見できず、沈没したものと推定された。また「鳥海」（第二艦隊旗艦）も現場に残留し、翌朝には水上偵察機を投入して捜索に従事したが、深雪艦首を発見することは出来なかった。
深雪水兵2名と機関兵1名の3名が死亡、水兵2名が行方不明、電乗組員1名が行方不明となった。
戦艦「扶桑」分隊長として衝突を目撃した高松宮宣仁親王（海軍大尉、昭和天皇弟宮）は、『もっと早く「日向」位が横抱きすればよかった』と評している。
このあと艦首を喪失した「電」は姉妹艦「白雲」（第12駆逐隊）に曳航され、6月30日朝以降は「那珂」に曳航され、「響」や曳船の応援を得て7月1日午後3時、佐世保に帰投した。
「深雪」の衝突と沈没の情報は、大角岑生海軍大臣から昭和天皇に報告された。
7月3日、海軍省は山本英輔海軍大将を委員長とする査問委員会の開催を公表した。同日付で第11駆逐隊司令駆逐艦は「深雪」から「初雪」に、第6駆逐隊司令駆逐艦は「電」から「響」に変更。同日付で深雪残務整理事務所を設置する。
7月5日、「深雪」は第11駆逐隊より除かれた。大藤中佐（深雪駆逐艦長）、蘆田部一大尉（深雪航海長）、黒瀬淳大尉（深雪水雷長）、板垣金信大尉（深雪砲術長）、國末辰志機関大尉（深雪機関長）等も、それぞれの職務を解かれた。
7月22日、事務所撤去。
同年8月15日に除籍された。
「深雪」は吹雪型（特型）駆逐艦以降の日本海軍在籍駆逐艦の中で第二次世界大戦に参戦していない唯一の駆逐艦であり、また、特型駆逐艦として最初の喪失艦である。美保関事件に続く本艦沈没は艦隊乗組員に衝撃を与えたが、訓練は一層激しくなったという。なお美保関事件当時、連合艦隊司令長官は加藤寛治、連合艦隊参謀長は高橋三吉であった。深雪沈没事件を受けて、加藤大将は高橋中将（第二艦隊長官）に励ましの言葉を送っている。
艦艇研究家の福井静夫は、「深雪」亡失の原因を、衝突後の応急処置失敗にあると評している。「電」との衝突により深雪艦首切断後、深雪中央部以降では第一罐室こそ満水になったが、第二罐室は健在だった。だが深雪乗組員が自艦の構造を把握しておらず、罐室の隔壁を補強せず別の部位を補強したため、浸水が進んで沈没に至ったとしている。また応急の不徹底は当時の海軍でも重く受け止められ、これ以降日本海軍では応急教育の徹底化がなされたという。
大藤正直中佐（本艦沈没時の艦長）は太平洋戦争において給糧艦「間宮」特務艦長や標的艦「摂津」特務艦長等を歴任した。
また深雪沈没の要因となった「電」駆逐艦長平塚四郎中佐（深雪沈没当時）は、軽巡「球磨」艦長、空母3隻（雲鷹、葛城、天城）艦長等を歴任して終戦を迎えた。

## 歴代艦長
※『艦長たちの軍艦史』267頁による。

### 艤装員長
1. 加藤仁太郎 中佐：1928年12月10日[23] - 1929年6月29日[28]

### 艦長
1. 加藤仁太郎 中佐：1929年6月29日[28] - 1930年11月20日[37]
2. 安富芳介 中佐：1930年11月20日[37] - 1931年12月1日[41]
3. 直塚八郎 中佐：1931年12月1日[41] - 1932年1月11日[48] ※第二予備艦、初雪艦長兼務
4. 金桝義夫 少佐：1932年1月11日[48] - 1932年5月16日[49]　※第二予備艦、初雪艦長兼務
5. （兼）中原達平 中佐：1932年5月16日[49] - 1932年12月1日[51] ※第二予備艦、初雪・白雪艦長兼務
6. 大藤正直 中佐：1932年12月1日[51] - 1934年7月5日[91]